# Sous le soleil de Rome
Pour les articles homonymes, voir Sous le soleil (homonymie).
Pour plus de détails, voir Fiche technique et Distribution.
Sous le soleil de Rome (en italien : « Sotto il sole di Roma ») est un film italien réalisé par Renato Castellani, également le coscénariste, sorti le 2 octobre 1948 en Italie et le 23 septembre 1949 sur les écrans français. 
Il est l'un des treize films présentés en compétition à la Mostra de Venise 1948 où il est récompensé du prix du meilleur film italien et le prix FIPRESCI.
Sous le soleil de Rome est le premier opus de la trilogie du réalisateur consacrée aux gens de condition modeste dans l'Italie d'après-guerre, complété par È primavera en 1950 et Deux Sous d'espoir en 1952.

## Synopsis
À Rome, la signature de l'Armistice de Cassibile promet une fin de la Seconde Guerre mondiale assez proche.
Ciro est un adolescent romain, fils d'un veilleur de nuit et d'une femme au foyer. Oisif, petit trafiquant au marché noir, il passe ses journées à déambuler dans son quartier de San Giovanni et en ville avec sa bande d'amis, dont Geppa, un sans abri rencontré au Colisée. Comme l'été est chaud dans la capitale italienne, le groupe se retrouve souvent pour se baigner à la Marrana dell'Acqua Mariana, un point d'eau du parc de l'Appia Antica.
A cause de leur trafic, Ciro et Geppa sont arrêtés par les Allemands mais parviennent à s'échapper à la suite de la confusion consécutive à un bombardement.
Après l'arrivée des Américains, l'ambiance de la ville est plus festive. Ciro a une relation amoureuse avec Tosca, l'épouse du propriétaire de la salle de danse qu'il fréquente avec ses amis. Toujours à la recherche de petits profits, il tente de faire du chantage auprès d'elle en la menaçant de révéler ses lettres d'amour à son mari. Il participe ensuite à un vol lors duquel son père, tentant d'intervenir, est tué par ses complices.
Pour Ciro, ce drame agit comme un électrochoc. Il prend conscience que, désormais, il doit subvenir aux besoins de ses frères et sœurs, leur mère étant également décédée plusieurs mois auparavant, et suivre les traces de son père.

## Fiche technique
- Titre : Sous le soleil de Rome
- Titre original : Sotto il sole di Roma
- Réalisation : Renato Castellani, assisté de Franco Brusati et Marino Girolami
- Scénario : Sergio Amidei • Renato Castellani • Emilio Cecchi • Ettore Maria • Fausto Tozzi
- Directeur de la photographie : Domenico Scala
- Montage : Giuliano Betti
- Maquillage : Otello Fava
- Musique : Nino Rota
- Assistant caméraman : Armando Nannuzzi
- Production : Ermanno Donati • Ignazio Luceri
- Société de production : Universalcine
- Distribution : United Artists (États-Unis)
- Pays :  Italie
- Genre : Drame
- Format : Noir et blanc • 1,37:1 • Mono • 35 mm
- Dates de sortie :
  - Italie : 2 octobre 1948
  - France : 23 septembre 1949
- Durée: 95 minutes

## Distribution
- Oscar Blando : Ciro
- Liliana Mancini : Iris
- Francesco Golisano : Geppa
- Ennio Fabeni : Bruno
- Alfredo Locatelli : Nerone
- Ferruccio Tozzi : Père de Ciro
- Maria Tozzi : Mère de Ciro
- Gisella Monaldi : Tosca
- Alberto Sordi : Fernando

## Récompenses et distinctions
- Mostra de Venise 1948 : Prix du meilleur film italien[1]